# マイク・ウェア
マイケル・リチャード・ウェア（Michael Richard Weir, 1970年5月12日 - ）は、カナダのプロゴルファー。2003年のマスターズ・トーナメント優勝者で、カナダ人のプロゴルファーとして初のメジャー大会優勝者となった。左打ち。世界ランキング自己最高位は3位。（ゴルフ、アイスホッケー等は左だが、筆記は右である。）

## 人物
カナダ・オンタリオ州サーニア出身。カナダではアイスホッケーが国技のスポーツであり、ウェアもアイスホッケーをしながら育った。しかし身長175センチと小柄な身体のため、アイスホッケーを断念してゴルフを職業に選んだという。
13歳の時、ジャック・ニクラス（元来左利きだが、右打ち）にスイングを左打ちから右打ちに直すべきかどうか手紙を書いた。返事は「そのままのスイングを大切にしなさい」という内容だった。ブリガムヤング大学を卒業後、1992年にプロ入り。1999年9月に地元の大会「エア・カナダ選手権」でPGAツアー初優勝。2000年には世界ゴルフ選手権第3戦の「アメリカン・エキスプレス選手権」で優勝し、2001年には「ザ・ツアーチャンピオンシップ」（賞金ランキング上位30人しか出場できない大会）で4人の選手によるプレーオフを制している。
2002年にはPGAツアーの優勝はなかったが、2003年にマスターズ・トーナメントでメジャー大会初優勝を飾った。7アンダーパー（-7, 281ストローク）で並んだレン・マティース（アメリカ）とのプレーオフを制し、左打ちの選手として初のマスターズ優勝者になった。表彰式では、大会3連覇を逃したタイガー・ウッズがウェアを待っていた。長年にわたりカナダの国民的英雄であったアイスホッケーのウェイン・グレツキーが引退してから4年が過ぎていたため、国中がウェアのマスターズ優勝で祝賀ムードに包まれたという。この年はマスターズも含めて、PGAツアーで年間3勝を挙げている。
2004年は2月の「ニッサン・オープン」で大会2連覇を果たし、日本の丸山茂樹を1打差で振り切った。しかしマスターズでは予選落ちに終わり、同じ左利き選手のフィル・ミケルソンにグリーン・ジャケットを贈呈する。この表彰式は“左利きどうし”の顔合わせになった。現在はウェアがカナダ・スポーツ界の看板のような存在になっている。

## プロ優勝歴 (15)

### PGAツアー優勝 (8)
| Legend               |
| メジャー大会 (1)     |
| 世界ゴルフ選手権 (1) |
| Other PGA Tour (6)   |

| No. | Date         | Tournament                     | 優勝スコア               | 打差    | 2位（タイ）                                            |
| --- | ------------ | ------------------------------ | ------------------------ | ------- | ------------------------------------------------------ |
| 1   | Sep 5, 1999  | エア・カナダ選手権             | −18 (68-70-64-64=266)    | 2打差   | フレッド・ファンク                                     |
| 2   | Nov 12, 2000 | アメリカン・エキスプレス選手権 | −11 (68-75-65-69=277)    | 2打差   | リー・ウエストウッド                                   |
| 3   | Nov 4, 2001  | ザ・ツアーチャンピオンシップ   | −14 (68-66-68-68=270)    | Playoff | アーニー・エルス, デビッド・トムズ, セルヒオ・ガルシア |
| 4   | Feb 2, 2003  | Bob Hope Chrysler Classic      | −30 (67-64-65-67-67=330) | 2打差   | ジェイ・ハース                                         |
| 5   | Feb 23, 2003 | ニッサン・オープン             | −9 (72-68-69-66=275)     | Playoff | チャールズ・ハウエル3世                                |
| 6   | Apr 13, 2003 | マスターズ・トーナメント       | −7 (70-68-75-68=281)     | Playoff | レン・マティース                                       |
| 7   | Feb 22, 2004 | ニッサン・オープン             | −17 (66-64-66-71=267)    | 1打差   | 丸山茂樹                                               |
| 8   | Oct 21, 2007 | Fry's Electronics Open         | −14 (69-64-65-68=266)    | 1打差   | マーク・ヘンズビー                                     |

### カナディアンツアー (3)
- 1993 Infinity Tournament Players Championship
- 1997 BC TEL Pacific Open, Canadian Masters

### その他 (4)
- 1999 Telus Skins Game
- 2003 Champions Challenge (with ディーン・ウィルソン)
- 2004 Champions Challenge (with ディーン・ウィルソン)
- 2010 Telus World Skins Game